# Strack
Strack ist ein deutscher Familienname.

## Namensträger
- Adolf Strack (Politiker, 1849) (1849–1916), deutscher Kaufmann und Politiker, MdHB
- Adolf Strack (Politiker, 1871) (1871–1934), deutscher Jurist und Politiker (NLP), MdR
- Ann-Christin Strack (* 1993), deutsche Bobfahrerin und Sprinterin
- Anton Wilhelm Strack (1758–1829), deutscher Vedutenmaler, Kupferstecher, Porträtist und Professor für Zeichenkunst
- Barbara Strack-Hanisch (* 1979), österreichische Saxophonistin
- Erich Strack (1897–1988), deutscher Mediziner und Forscher
- Friedrich Strack (Pädagoge) (1781–1852), deutscher Pädagoge und Professor in Bremen
- Friedrich Strack (Literaturwissenschaftler) (1939–2013), deutscher Literaturwissenschaftler  und Hochschullehrer
- Fritz Strack (* 1950), deutscher Sozialpsychologe, Professor in Würzburg
- Georg Strack (* 1977), deutscher Historiker
- Gerd Strack (1955–2020), deutscher Fußballspieler
- Gerhard Strack (Politiker) (1911–1977), deutscher Politiker (SPD), MdL
- Günter Strack (1929–1999), deutscher Schauspieler
- Hanna Strack (* 1936), deutsche Pfarrerin und Verlegerin
- Hans Strack (Diplomat) (1899–1987), deutscher Ministerialbeamter und Diplomat
- Hans Strack (Ingenieur) (1931–2016), deutscher Elektroingenieur und Hochschullehrer
- Hans-Bernd Strack (* 1931), deutscher Biochemiker und Hochschullehrer
- Heinrich Strack (der Ältere) (Heinrich Strack d. Ä.; 1801–1880), deutscher Architekt, Hofbaumeister in Oldenburg
- Heinrich Strack (Architekt) (Johann Heinrich Strack; 1805–1880), deutscher Architekt
- Heinrich Strack (der Jüngere) (1841–1912), deutscher Architekt und Dozent
- Heinrich Strack (General) (1887–1943), deutscher Generalleutnant
- Helene Strack (1798–1853), deutsche Malerin
- Hermann Leberecht Strack (1848–1922), deutscher Theologe und Orientalist
- Johann Paul Leberecht Strack (1863–1930), Senator der Hansestadt Lübeck
- Jürgen Strack (* 1954), deutscher Fußballspieler
- Karl Strack (Mediziner) (1722–1805), deutscher Mediziner und Hochschullehrer
- Karl Strack (Pilot), deutscher Pilot
- Karl Strack (Priester) (1884–1975), deutscher Priester
- Lucas Strack-Bellachini (1861–1930), deutscher Zauberkünstler
- Ludwig Strack (Maler) (der Jüngere; 1806–1871), deutscher Maler
- Ludwig Philipp Strack (1761–1836), deutscher Maler, Lithograf und Kupferstecher, Hofmaler am Eutiner und Oldenburger Hof
- Maren Strack (* 1967), deutsche Künstlerin
- Marie-Agnes Strack-Zimmermann (* 1958), deutsche Politikerin (FDP)
- Max L. Strack (1867–1914), deutscher Althistoriker und Numismatiker
- Otto Strack (1857–1935), deutscher Architekt
- Otto Strack (Bankier) (1869–1940), deutscher Bankier und Rechtsanwalt
- Paul Strack (Landrat) (1879–1964), deutscher Landrat
- Paul L. Strack (1904–1941), deutscher Althistoriker und Numismatiker
- Peter Burghard Strack (1940–2014), aus Deutschland stammender, namibischer Architekt, Künstler und Kunstsammler
- Philipp Strack (* 1985), deutscher Wirtschaftswissenschaftler
- Robert Ludwig Strack (* 1932), deutscher Mörder
- Stefan Strack (* 1976), deutscher Handballspieler
- Theo Strack (1881–1946), österreichischer Opernsänger der Stimmlage Tenor
- Ulrich Strack, deutscher Basketballspieler
- Wilhelm Strack (1836–1892), deutscher Arzt
- Wilhelm Strack von Weißenbach (1838–1917), deutscher Generalmajor, Autor
- Wolfgang Strack (1956–2022), deutscher Installationskünstler